# Scott Speed
Scott Andrew Speed (Manteca, California; 24 de enero de 1983) es un piloto de automovilismo estadounidense. Ha competido en Fórmula 1, la Copa NASCAR con Red Bull, en el Campeonato Global de Rallycross y la Fórmula E con Andretti Autosport.

## Trayectoria deportiva

### Inicios
La carrera de Scott comenzó a los 12 años en el karting, en el cual estuvo desde el año 1995 hasta el año 2000. Se trasladó a la Fórmula series en 2001, con el equipo US Formula Russell y fue campeón. Corrió en el año 2002 en la Skip Barber National, donde resultó tercero, y en la Star Mazda Series, donde quedó octavo.
En 2003, le diagnosticaron colitis ulcerosa. Con su salud cada vez más débil, y padeciendo anemia, se vio obligado a renunciar a su temporada en la Fórmula 3 Británica.
En 2004, volvió a las pistas y ganó la Fórmula Renault 2000 Europea y Alemana. Scott se hizo un chequeo poco esperanzador en Austria (necesitaba una transfusión de sangre), pero conoció al doctor C. Gasche, que le dio una nueva medicación a base de hierro intravenoso. Las hemorragias y la falta de control de vientre cesaron, y la vida de Scott dio un vuelco. Ya podía correr con total normalidad.
En el año 2005, Speed obtuvo un lugar en la GP2 Series en el equipo iSport International. Logró cinco podios y 12 top 5 en 24 carreras, por lo que resultó tercero en el campeonato, por detrás de Nico Rosberg y Heikki Kovalainen.
Por otro lado, en el Gran Premio de Canadá de ese mismo año, Speed probó un Fórmula 1 de la escudería Red Bull Racing, convirtiéndose en el primer piloto estadounidense que participa en una sesión oficial de la F1 desde Michael Andretti en 1993.

### Fórmula 1

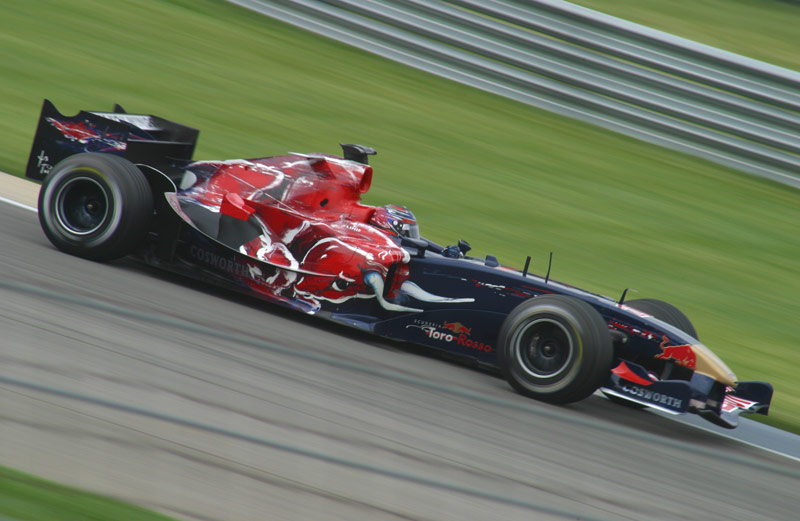
Speed conduciendo el Toro Rosso en.

Meses más tarde, la escudería Toro Rosso confirmó la participación de Speed en la Temporada 2006 de Fórmula 1. Consiguió acabar 8º en el Gran Premio de Australia, pero perdió el punto obtenido por adelantar bajo banderas amarillas. Finalmente, acabó el año sin poder puntuar.
En 2007, se confirmaba que Speed seguiría como piloto de la escudería de Faenza, junto a su compañero de equipo Vitantonio Liuzzi, de la Scuderia Toro Rosso. Rozó los puntos en el Gran Premio de Mónaco, donde finalizó en 9º puesto, pero no logró buenos resultados en el resto de pruebas.
A la mitad de temporada, concretamente después del GP de Europa de 2007, Scott tenía un altercado con su jefe Franz Tost. Scott afirmaba lo siguiente:

"Está claro que Tonio y yo tenemos poquísimo apoyo de nuestros jefes. No hace falta ser un científico para leer la prensa y saber que Franz y Gerhard están haciendo todo lo posible para deshacerse de Tonio y de mí".

Poco después, se confirmaba que Speed no seguiría formando parte del equipo por falta de resultados y que sería sustituido por el joven alemán miembro del programa de jóvenes pilotos y probador de la misma BMW Sauber, Sebastian Vettel, para el GP de Hungría.

### NASCAR
Después de abandonar la F1, Scott Speed comenzó a competir en las carreras de stock cars. En 2008 disputó la temporada completa de ARCA Series, finalizando quinto en el campeonato con cuatro victorias. A la vez, Speed obtuvo, en 16 carreras por la NASCAR Truck Series, una victoria en Dover y 3 top 5 adicionales. También debutó en la Copa NASCAR al disputar cinco carreras con un Toyota de Red Bull.
Speed continuó participando regularmente en la Copa NASCAR 2009 y 2010 con Red Bull, no logrando resultando destacables, apenas alcanzó a conseguir un quinto puesto y dos décimos. También en 2009, disputó las 250 Millas de Daytona de la Rolex Sports Car Series junto a Kyle Busch con un Riley-Lexus del equipo Chip Ganassi Racing.
El californiano continuó participando en la Copa NASCAR en 2011 hasta 2013, para equipo modestos como Whitney, y Leavine Family, praticando el start and park, que consiste en largar la carrera, dar pocas vueltas, y luego abandonar la carrera para recibir el dinero conseguido por clasificar a la carrera.

### IndyCar
En 2011, intentó clasificarse para las 500 Millas de Indianápolis con el equipo Dragon Racing, sin poder lograrlo.

### Rallycross
Speed comenzó a competir en el Campeonato Global de Rallycross 2013 con un Ford Fiesta del equipo satélite OMSE2. Debutó con victoria en los X Games de Foz de Iguazú, y ganó por segunda vez en Charlotte, por lo que resultó quinto en el campeonato.
En 2014 se unió al equipo Andretti para pilotar un Volkswagen Polo y luego un Volkswagen Beetle oficiales. Triunfó en el Festival Top Gear de Barbados, los X Games de Austin y la primera manga de Los Ángeles. Por tanto, resultó cuarto en el campeonato, por detrás de Joni Wiman, Ken Block y Nelson Piquet Jr.
En la temporada 2015, el estadounidense triunfó en los X Games de Austin, y ganó el Campeonato Global de Rallycross con tres triunfos y cinco segunos puestos. En el Campeonato Global de Rallycross 2016 logró cuatro victorias y tres segundos puesstos, por lo que retuvo el cetro. En 2017 acumuló cuatro victorias y seis segundos puestos, consiguiente así el tricampeonato.
Speed continuó con Volkswagen Andretti en el Campeonato de las Américas de Rallycross 2018, logrando el campeonato con dos victorias y dos segundos puestos.
Para la temporada 2019 del Campeonato de las Américas de Rallycross, Speed fichó por el equipo oficial de Subaru.

### Fórmula E
Andretti invitó a Speed a disputar cuatro fechas de la temporada 2014-15 del campeonato de monoplazas eléctricos Fórmula E, siendo en su debut en Miami. Se marchó del equipo tras otras tres carreras.

## Resultados

### GP2 Series
(Clave) (negrita indica pole position) (cursiva indica vuelta rápida puntuable)

| Año  | Escudería            | 1   | 1   | 2   | 2   | 3   | 3   | 4   | 4   | 5   | 5   | 6   | 6   | 7   | 7   | 8   | 8   | 9   | 9   | 10  | 10  | 11  | 11  | 12  | 12  | Pos. | Puntos | Ref.   |
| ---- | -------------------- | --- | --- | --- | --- | --- | --- | --- | --- | --- | --- | --- | --- | --- | --- | --- | --- | --- | --- | --- | --- | --- | --- | --- | --- | ---- | ------ | ------ |
| 2005 | iSport International | IMO | IMO | BAR | BAR | MON | MON | NÜR | NÜR | MAG | MAG | SIL | SIL | HOC | HOC | BUD | BUD | EST | EST | MNZ | MNZ | SPA | SPA | SAK | SAK | 3.º  | 67.5   | [ 12 ] |
| 2005 | iSport International | 3   | Ret | 2   | 3   | 4   | 4   | 16  | 12  | 15  | 18  | 4   | 2   | 4   | 3   | Ret | 19  | 5   | 4   | Ret | 15  | 4   | 4   | Ret | 19  | 3.º  | 67.5   | [ 12 ] |

### Fórmula 1
(Clave) (negrita indica pole position) (cursiva indica vuelta rápida)

| Año     | Escudería           | 1       | 2       | 3       | 4       | 5      | 6       | 7      | 8       | 9       | 10      | 11     | 12     | 13     | 14     | 15     | 16     | 17     | 18     | 19  | Pos. | Puntos |
| ------- | ------------------- | ------- | ------- | ------- | ------- | ------ | ------- | ------ | ------- | ------- | ------- | ------ | ------ | ------ | ------ | ------ | ------ | ------ | ------ | --- | ---- | ------ |
| 2005    | Red Bull Racing     | AUS     | MYS     | BHR     | SMR     | ESP    | MON     | EUR    | CAN TD  | USA TD  | FRA     | GBR    | GER    | HUN    | TUR    | ITA    | BEL    | BRA    | JPN    | CHN |      |        |
| 2006    | Scuderia Toro Rosso | BHR 13  | MYS Ret | AUS 9   | SMR 15  | EUR 11 | ESP Ret | MON 13 | GBR Ret | CAN 10  | USA Ret | FRA 10 | GER 12 | HUN 11 | TUR 13 | ITA 13 | CHN 14 | JPN 18 | BRA 11 |     | 20.º | 0      |
| 2007    | Scuderia Toro Rosso | AUS Ret | MYS 14  | BHR Ret | ESP Ret | MON 9  | CAN Ret | USA 13 | FRA Ret | GBR Ret | EUR Ret | HUN    | TUR    | ITA    | BEL    | JPN    | CHN    | BRA    |        |     | 21.º | 0      |
| Fuente: |                     |         |         |         |         |        |         |        |         |         |         |        |        |        |        |        |        |        |        |     |      |        |